# 亨生西服
亨生西服，是上海市的老字號服裝企業。亨生西服由奉幫裁縫徐繼生在1929年創業，品牌名「亨生」來自英文「Handsome」。 2011年5月，「亨生奉幫裁縫技藝」 被列入中國非物質文化遺產名錄。